# مارودو
مارودو (به ایتالیایی: Marudo) یک کومونه در ایتالیا است که در استان لودی واقع شده‌است.

## خصوصیات
مارودو ۴٫۲ کیلومترمربع مساحت و ۱٬۲۰۲ نفر جمعیت دارد.